# Pinjin
Pinjin (kitajsko: 拼音; pinjin: pīnyīn, daljše poimenovanje: kitajsko: 汉语拼音; pinjin: hànyǔ pīnyīn, tudi kitajsko: 汉语拼音文字; pinjin: hànyǔ pīnyīn wénzì) je v jezikoslovju sistem za zapisovanje kitajskih glasov in besed v latinici. Kitajska vlada ga je sprejela leta 1958 in dopolnila leta 1979. Pinjin je trenutno najbolj znan in najbolj razširjen sistem za pisanje kitajskega jezika z latinico. Poleg ideogramske kitajske pisave danes v LR Kitajski tudi pinjin velja za uradno obliko pisanja kitajskega jezika.
Mednarodna organizacija za standardizacijo ISO je pinjin registrirala kot uradni mednarodni standard za zapisovanje kitajščine (ISO 7098:1991). V pinjinu zapisana imena pomenijo uradno obliko zapisa za imena oseb in krajev.
Opozorilo: Na Tajvanu uporabljajo nekoliko prilagojeno varianto pinjina, ki se imenuje tongyong pinyin. Ponekod (zlasti v ZDA) še vedno uporabljajo tudi starejšo Wade-Gilesovo transkripcijo.

## Zlogi v kitajščini
Sistem pinjin temelji na standardni mandarinski kitajščini kot jo govorijo v okolici Pekinga (narečje kitajsko: 普通话 Pǔtōnghuà). 
Standardna kitajščina je izrazito zlogovni jezik. Vse osnovne besede so enozložnice. Daljše besede so sestavljene iz enozložnic (npr.: kitajsko: 毛 mao = dlaka + kitajsko: 笔 bi = pisalo --> kitajsko: 毛笔 maobi = čopič).
Zlog je sestavljen iz dveh delov: iz začetnega soglasnika in iz samoglasniške končnice. Nekateri zlogi so tudi brez začetnega soglasnika. Samoglasniška končnica je lahko navaden samoglasnik, diftong ali triftong (skupina dveh ali treh samoglasnikov); poleg tega pa ima lahko na koncu še n ali ng (črke g v ng se ne izgovarja - označuje samo nosno izgovorjavo n-ja). Poleg tega obstajata še posebna zloga er in ar.

## Začetni soglasniki

### Sičniki
| Pinyin | Izgovorjava (poslovenjeno) |
| ------ | -------------------------- |
| c      | c                          |
| s      | s                          |
| z      | dz (in ne z)               |

### Trdi šumniki
| Pinyin | Izgovorjava (poslovenjeno) |
| ------ | -------------------------- |
| ch     | č                          |
| sh     | š                          |
| zh     | dž (in ne ž)               |
| r      | kot češki ř                |

Črko r se izgovarja vedno kot češki ř (kot če bi izgovorili r in ž hkrati). Ta glas se zdi podoben slovenskemu ž, zato se pri poslovenjenju pogosto uporablja kar črko ž, npr.: kitajsko: 人民日报 Rénmín Rìbào, poslovenjeno Ženmin Žibao, kar pa ne ustreza popolnoma originalni izgovorjavi.
"Navadnega" r kitajščina ne pozna. 

### Mehki šumniki
| Pinyin | Izgovorjava (poslovenjeno)              |
| ------ | --------------------------------------- |
| q      | mehki č (kot hrvaški ali poljski ć)     |
| x      | mehki š (kot poljski ś)                 |
| j      | mehki dž (kot poljski dź ali hrvaški đ) |

Mehki šumniki so kitajska posebnost, ki tujcem včasih povzroča težave pri branju. Pri poslovenjenju nekateri avtorji mehke šumnike pišejo kar enako kot trde šumnike č, š, dž, kar pa lahko vodi v zmešnjavo. Bolj priporočljivo je mehkost šumnikov označiti z dodanim j, torej: čj, šj, džj. Včasih se uporablja tudi poljsko-hrvaški način zapisa mehkih šumnikov: ć, ś, dź/đ.

### Soglasniki s pridihom in brez pridiha
V slovenski izgovorjavi igra pomembno vlogo razlika med zvenečimi (b, d, ...) in nezvenečimi glasovi (p, t, ...). Za kitajščino ta razlika ni zelo pomembna, v nekaterih narečjih pa je sploh ni. Pri ustreznih črkah Kitajci bolj poudarjajo razliko med izgovorjavo s pridihom in brez njega. Pridih se sliši podobno kot kratek h za soglasnikom.
| Pinyin | Izgovorjava (poslovenjeno)                  |
| ------ | ------------------------------------------- |
| b      | kot slovenski b (ali tudi p) - brez pridiha |
| p      | kot p s pridihom (ph)                       |
| d      | kot slovenski d (ali tudi t) - brez pridiha |
| t      | kot t s pridihom (th)                       |
| g      | kot slovenski g (ali tudi k) - brez pridiha |
| k      | kot k s pridihom (kh)                       |

### Ostali soglasniki
| Pinyin | Izgovorjava (poslovenjeno)         |
| ------ | ---------------------------------- |
| f      | f                                  |
| h      | h                                  |
| l      | l                                  |
| m      | m                                  |
| n      | n                                  |
| w      | dvoustnični v (kot v besedi domov) |
| y      | j                                  |

## Samoglasniške končnice

### Samoglasnik a
Samoglasnik a se po navadi izgovarja enako kot slovenski a v končnicah:
-a, -ao, -ai, -ang, -iang, -ua, -uai.
Včasih je izgovorjava črke a bližja slovenskemu širokemu e (ê) - zlasti v končnicah, ki imajo na koncu n (ne pa ng): -an, -ian, -uan (beri: -ên, -iên, -uên).

### Samoglasnik e
Samoglasnik e se izgovarja enako kot slovenski polglasnik ǝ (e v besedi pes):
-e, -ei, -en, -eng, -ie, -ue.

### Samoglasnik i
Samoglasnik i se izgovarja na več načinov:
- najpogosteje se izgovarja enako kot slovenski i ali j : -i, -ie, -iu, -in, -ian, -iang, -ai, -uai
- za trdimi šumniki pa se izgovarja kot polglasniški i (glas, ki ga dobimo, če oblikujemo z usti i in rečemo ǝ) - taka izgovorjava je tipična za zloge chi, shi, zhi, ri. Ta glas je zelo kratek - nekateri avtorji ga celo imenujejo prazni samoglasnik (angleško: empty rime = prazna končnica).

### Samoglasnik o
Samoglasnik o se izgovarja podobno kot v slovenščini, z manjšimi variantami, ki so delno odvisne tudi od narečja (včasih tudi bolj kot ö ali u). Nastopa v končnicah
-o, -ou, -ong -ao, -uo.

### Samoglasnika u in ü
Samoglasnika u in ü se izgovarja kot v slovenščini oziroma nemščini. Pri tem velja opozoriti na dejstvo, da se pikici na ü pogosto izpušča:
- za soglasniki j, q, x, y se pikici praviloma izpušča
- v ostalih situacijah se pikici včasih izpusti zaradi tehničnih razlogov (npr. pisalni stroj brez črke ü)

Izgovorjava u nastopa praviloma v končnicah: -u, -ua, -uai, -uan, uang, -iu.
Izgovorjava ü nastopa praviloma v končnici -ü ter (za soglasnikom j, q, x, y) v končnicah -ue, -un, -uan.

### Akcenti ali toni
Standardna kitajščina pozna štiri različne akcente ali tone, ki se jih (neobvezno) označuje takole (npr. nad črko a):
- prvi ali dolgi akcent: ā
- drugi ali rastoči akcent: á
- tretji nihajoči akcent: ǎ
- četrti ali kratki padajoči akcent: à

## Nekaj zgledov
kitajsko: 北京 Běijīng (Peking)
kitajsko: 天安门 Tiān'ānmén (Trg nebeškega miru)
Opomba: kot se vidi v zapisu Tiān'ānmén, se v pinjinu včasih pojavlja tudi apostrof. Namenjen je ločevanju zlogov v primerih, ko bi bilo to dvoumno. Npr.: kitajsko: 西安 Xi'ān se izgovarja dvozložno in ne enozložno.